# 万国宫
万国宫（法語：Palais des Nations），位于瑞士日内瓦，建于1929年并于1938年设定为国际联盟总部。虽然瑞士直到2002年才加入联合国，但从1950年代开始，万国宫就作为联合国欧洲总部所在地。

## 历史

### 设计与建设
国际联盟的总部原在威尔逊宫，但是国际联盟的大会一直在其他地方召开。为此，国际联盟认为需要一个建筑计划，使其拥有可以召开大会的总部。
1920年代的一场建筑竞赛是这样描述这个建筑计划的：
"作为竞赛对象的这个宫殿将作为国际联盟在日内瓦所有机构的所在地。他应该设计得让这些机构，当面对一个国际范围的问题时，能够在一个安静和独立的环境中运行，工作，主持并展开对话。"
此建築原委由建筑师所組成的评审团，自377件作品中挑選出將採用興建的設計稿，但評審團卻未能決定能夠脫穎而出的中選作品，最終決議由提案中票數領先的五位建築師聯合設計。分別是：意大利的卡洛·保羅傑，瑞士的朱利安·弗萊根海默，法国的卡米爾·勒費夫爾和亨利·保羅·尼諾，和匈牙利的約瑟夫·瓦戈。盟约国的捐助被用在内部装修上。

### 完工
1936年，万国宫完工，当时是欧洲体积第二大的建筑（44万立方米），仅次于凡尔赛宫（46万立方米）。

### 联合国时代
联合国經手後，主楼旁边扩充了两栋大楼。1950年代初，"K"楼增建了三层，而新建的"D"楼暂时被用作世界卫生组织的办公楼。"E"楼（又稱新楼）建于1973年并用作会议場所。如今整个建筑有600米长，内设34间会议厅，2800间办公室。扩建后，万国宫的总体积达到83万立方米。

## 现况

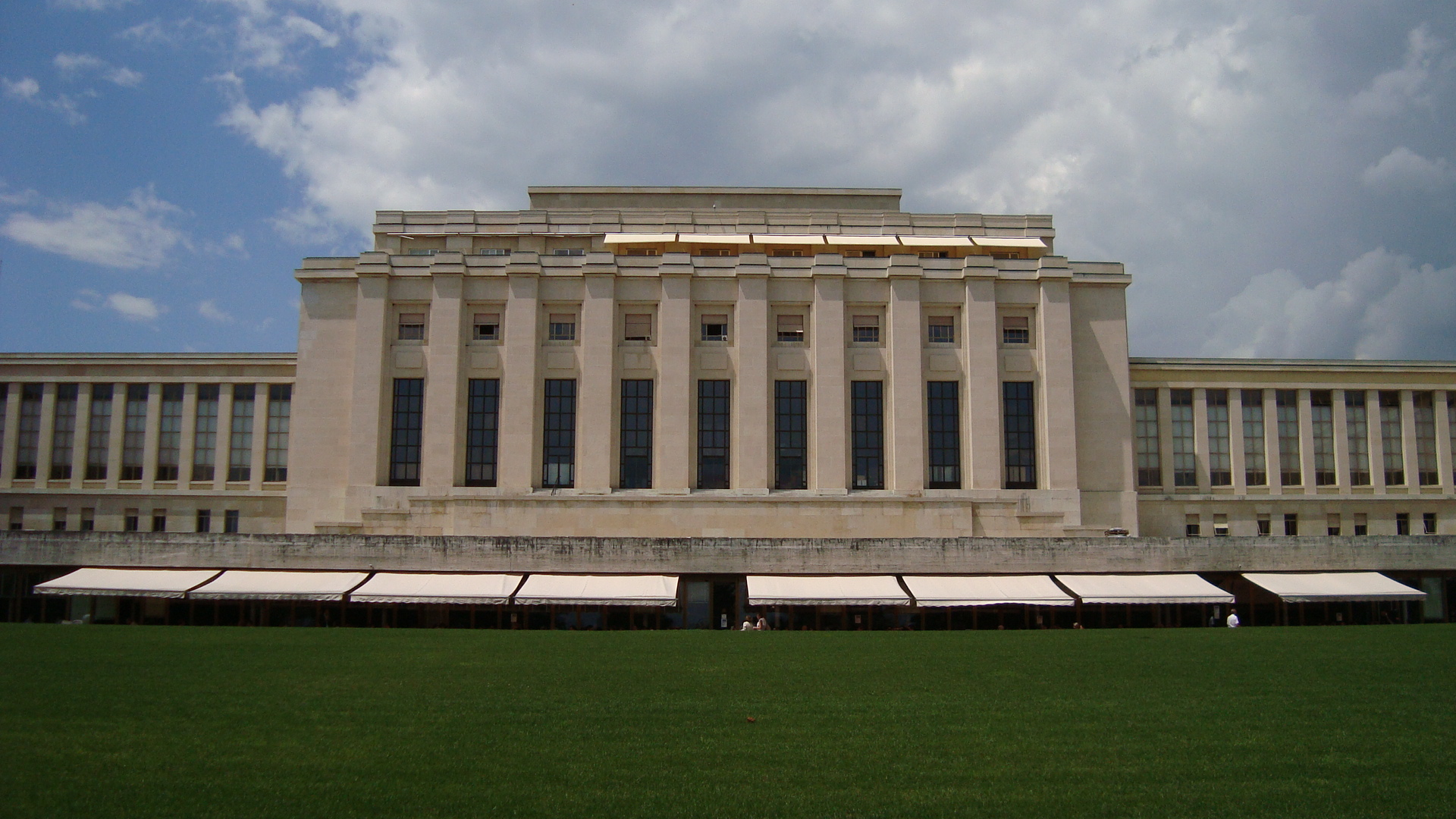
万国宫正面
大樓對面為Ariana公园
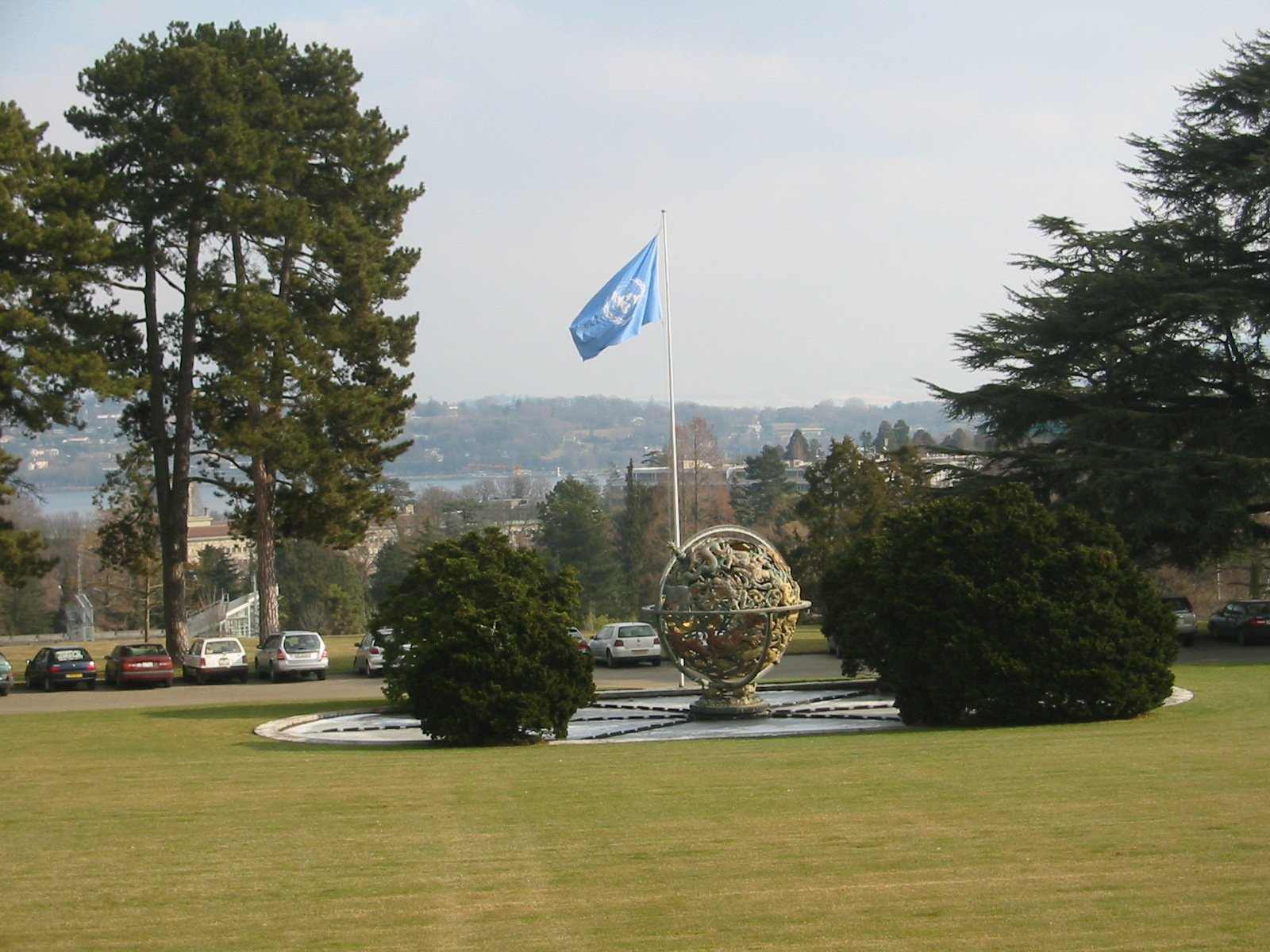
公园中的雕塑与旗帜

万国宫的原址是由居斯塔夫-费利佩·赫维略德于1890年遗赠给日内瓦市的Ariana公园，但有两个附加条件：其一是公园必须永远对外开放；其二是他身后必须长眠于此。公园中还保存着一栋1668年的小木屋。
在万国宫基石下藏着一个装有一份国际联盟会员国名单、一份《国际联盟盟约》，和国际联盟第十届大会所有出席国家的硬币样品的小匣子。
建筑物正对着日内瓦湖，可清晰看到对面的法屬阿尔卑斯山脉。